# David Simon (cestista)
David Simon (Vernon Hills, 9 agosto 1982) è un cestista statunitense.

## Palmarès

### Squadra
- Coppa di Bulgaria: 1

Academic Sofia: 2006

### Individuale
- MVP Lega Adriatica: 1

Radnički Kragujevac: 2011-12